# Lydischer Modus

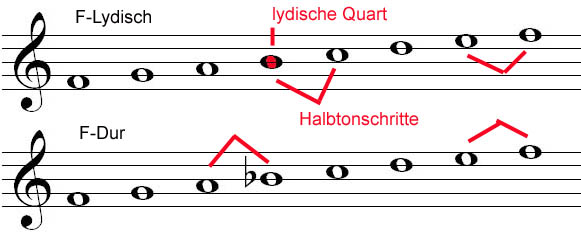
Lydisch unterscheidet sich von Dur durch die übermäßige („lydische “) Quarte.

Lydischer Modus, kurz Lydisch (nach den Lydern), bezeichnet ursprünglich eine Oktavgattung des altgriechischen Systema Téleion, später im mittelalterlichen System der Kirchentöne den fünften Ton oder tritus authenticus (gekennzeichnet durch den Ambitus f-f1, die Repercussa c1  und die Finalis f).
Heute wird (etwa im modalen Jazz) darunter oft nur noch eine modale Tonleiter mit der gleichen Intervallstruktur verstanden.
Da die dritte Stufe der lydischen Tonleiter eine große Terz zum Grundton bildet, hat sie einen durähnlichen Charakter. Zwischen der vierten und fünften sowie der siebenten und achten Stufe liegt je ein Halbtonschritt, die anderen Intervalle sind Ganztonschritte.
Die Tonart F-Lydisch enthält die Stammtöne der westlichen Musik, denen auf Tasteninstrumenten die weißen Tasten entsprechen.
Der lydische Modus entspricht dem indischen Raga Kalyana.

## Geschichte
Die lydische Tonleiter entstand im antiken Griechenland, hieß dort jedoch zunächst hypolydisch oder auch hypermixolydisch, während als lydisch der spätere ionische Modus bezeichnet wurde.
Erst im frühen Mittelalter kam es durch ein Missverständnis zur Verwechslung der Modi. Das Lydische wurde später in der christlichen Kirchenmusik des Mittelalters verwendet (zum Beispiel in Marienliedern). Das Ethos dieser Tonart steht in diesem Brauchtum für den Charakter von demütiger Freude, Glaube oder Hoffnung.

Bildliche Darstellung der Lydischen Tonleiter. (Erläuterung)

## Verwendung

### Klassische Musik
Der Modus wird von einigen Komponisten gezielt in der klassischen Musik eingesetzt, um bestimmte Wirkungen zu erzielen. Ein Beispiel in der geistlichen Chormusik ist die Lukas-Passion von Heinrich Schütz. Ludwig van Beethoven überschreibt den dritten Satz seines 15. Streichquartetts mit „Heiliger Dankgesang eines Genesenen an die Gottheit, in der lydischen Tonart“ und nutzt den lydischen Modus zum Ausdruck von Demut und Freude.

### Jazz und Rockmusik
Nachdem Miles Davis Kompositionen in Phrygisch und Dorisch (z. B. So What) verfasst hatte, wurden bald auch alle anderen modalen Skalen in die musikalische Praxis des Jazz einbezogen. Im Bereich der harmonischen Erweiterung, die bei fortgeschrittenen Jazzmusikern spontan beim Spielen z. B. eines Standards vorgenommen wird, kann Lydisch als Ersatz für Ionisch dienen, um Abwechslung und Spannung zu erzeugen. So hat Lydisch als „Klangfarbe“ gleichberechtigt mit allen anderen Skalen z. B. als Dur-Ersatz Einzug in den modernen Jazz gefunden. In diesem Sinne wird Lydisch von vielen Musikern in ihren Kompositionen eingesetzt, beispielsweise von Chick Corea, Steve Vai, Pat Metheny oder Tom Harrell.
Auch in der Rockmusik finden sich Verwendungsbeispiele, etwa bei Metallica. David Gilmour, Gitarrist von Pink Floyd, verwendet lydische Skalen in dem Instrumentalstück Mihalis (vom Album Gilmour), sowie das Outro in Cluster One in C-Lydisch vom Album The Division Bell.

### Filmmusik
In der Filmmusik dient der Lydische Modus zur Darstellung von Mut, Verwegenheit, Kühnheit, Neugier, Experimentierfreude, Vorfreude und Sehnsucht.

## Hörbeispiel und bildliche Darstellung
Tonleiter in C-Lydischⓘ